# Dad (bande dessinée)
Pour les articles homonymes, voir DAD.
Dad est une série de bande dessinée créée en 2014 par Nob dans le no 3951 du journal Spirou, puis éditée en albums chez Dupuis. Elle raconte l’histoire et les péripéties d’un père qui élève seul ses 4 filles issues de 4 mères différentes.

## Univers

### Synopsis
Dad est un père de famille drôle et attachant. Il enchaîne les petits tournages publicitaires pour nourrir sa famille. De petits gags d'une planche qui font avancer le récit, on voit de nombreux flashbacks notamment pour la fête des pères. On peut également pressentir une histoire d'amour, bien que discrète.

### Personnages
- Dad : le père de famille, un peu empâté et pas très sportif, comédien il cherche à obtenir des rôles et joue dans des pubs, parfois à l'embarras de ses filles. Il arrive aussi qu'il ait des difficultés financières, lorsqu'il demande une avance à la mère de sa première fille Pandora ou pendant le troisième tome avec des soucis plus présents. Célibataire, il est assez malheureux en amour, les trois relations qu'il a eues s'étant achevées en lui laissant une fille à charge, malgré cela on perçoit un amour de plus en plus grand pour son docteur.

- Pandora dite Panda : l'aînée, jeune adulte sérieuse et travailleuse qui se consacre à ses études. Elle a un style assez sombre avec ses cheveux noirs et ses vêtements violet foncé, qui reflète en partie son ancien caractère rebelle. Même à l'époque ou elle était encore petite, elle à toujours été la première de la classe. Lors des événements du tome 6 et 7, après qu'elle fut classé troisième dans sa promo, elle commencera à tombé au bord du burnout avant qu'elle ne se ressaisisse à la fin de ce même tome pour prendre son indépendance. Sa mère, Cathy, est également la maire de la ville, et cette dernière profite souvent des problèmes financiers de Dad pour lui demander des services (faire la mascotte pour un événement, par exemple, en l'affublant d'un costume ridicule).

- Ondine : la seconde fille de Dad, c'est une jeune adolescente qui rêve du grand amour et n'est pas aussi studieuse que son aînée, elle a les cheveux blonds mais elle les teint en rose. Elle a un copain du nom de François-Xavier "Efix" qui aime trainer avec elle, mais cette dernière ne l'apprécie guère et se sert parfois de lui comme un souffre-douleur. Cependant, au fur et à mesure que l’histoire progresse, elle commencera à se montrer plus sympathique envers lui et commencera même petit à petit à entamer une relation avec ce dernier. Elle a une grande admiration pour sa mère, Rose, étant une actrice superficielle qui à parfois tendance à donner la vie dure à Dad.

- Roxane : la troisième fille, une petite rouquine sportive et énergique. Plus tard, lors des événements du tome 2, elle commencera à acquérir une conscience très écolo. Depuis son enfance, elle à toujours voulu réclamer un animal de compagnie, jusqu'au jour ou lors des événements du tome 8, elle fit la connaissance d'une jeune chienne du nom de Mouf puis décide de la cacher à Dad avant qu'elle ne soit officiellement adopter par la famille. Sa mère, Jeannette, est dans l'humanitaire au bout du monde, et ne voit Dad et Roxane que rarement et par l'écran d'un ordinateur. C'est aussi également grâce à sa mère que Bébérénice est officiellement entrée dans la vie de Dad.

- Bébérénice : la petite dernière, encore bébé. Elle commencera à parler un peu lors des événements du tome 2 et commencera également à marcher lors des événements du tome 5. Dans le tome 8, Dad lui révèle qu'elle est une orpheline de guerre, trouvée par la mère de Roxane lors d'une mission humanitaire, et qu'il a par la suite adoptée. Elle prend officiellement son indépendance à partir du tome 10 et aura une toute nouvelle apparence vers la fin de ce même tome.

- François-Xavier dit Efix : c'est un adolescent boutonneux, il est dans la même classe que Ondine et est amoureux d'elle au point d'être prêt à porter son sac et faire ses devoirs pour s'approcher d'elle. On le voit surtout en compagnie de Dad et Ondine, notamment dans leur maison. Il évolue petit à petit dans les albums suivants et à partir du tome 7, ses boutons disparaissent grâce à Ondine et il change de coiffure et de vêtements. À partir de là, Il commencera à entamer une relation avec Ondine. On apprend aussi que Laurence Bellame est sa mère dans le tome 5 et que ce dernier possède un père du nom de Jean-Marc lors des événements du tome 7.

- Laurence Bellame : le docteur de Dad que l'on aperçoit régulièrement quand ce dernier vient pour des problèmes médicaux, il est également amoureux d'elle (presque) dès le début, puis elle et lui se voient plus souvent dans le tome 5 pour des raisons plus intimes. Mère de François-Xavier, elle découvre au tome 5 (en même temps que Dad) sa relation avec Ondine, ce qui amène à sa rupture avec Dad à la fin de ce même tome. Ils se réconcilient à la fin du tome 6, sans cependant se remettre ensemble. On apprend également dans le tome 7 qu’elle a un ex-mari du nom de Jean-Marc.

- Mouf : Une jeune chienne (probablement de race coton de tuléar) étant le nouvel animal de compagnie de la famille à Dad. Elle apparait pour la première fois dans le tome 8 ou elle a été recueillie par Roxane qui a caché la jeune chienne dans sa chambre avant que Dad ne le découvre et ne fasse peu de temps après officiellement partie de la famille. Même si elle perd de temps en temps ses poils, elle aime passer du temps à jouer avec Roxane mais aussi avec Dad et Bébérénice.

## Albums
- 1. Filles à papa (2015)
- 2. Secret de famille (2015)
- 3. Les Nerfs à vif (2016)
- 4. Star à domicile (2017)
- 5. Amour, gloire et corvées (2018)
- 6. Père à tout faire (2019)
- 7. La Force tranquille (2020)
- 8. Cocon familial (2021)
- 9. Papa pop (2022)
- 10. Multi Daddy (2023)
- 11. Flashbacks (2024)
- 12. Chaos Bang (2025)
  - H.S. Manuel du Dad (presque) parfait (2018)

## Adaptations

### Livres
Depuis 2021, la série fait l'objet d'une adaptation en romans, édités par Hachette Jeunesse dans la collection « Bibliothèque rose ». Chaque histoire a la particularité d'être racontée d'abord du point de vue de Dad, puis de celui d'une de ses filles.
- 1. Super Papa ! (2021)
- 2. Dad se met au vert (2021)
- 3. Bonne fête, Dad ! (2022)
- 4. Le Roi de la poussette (2022)

### Série d'animation
En 2022, la bande dessinée fait l'objet d'une adaptation en dessin animé, nommée Les Filles de Dad. Diffusée en France le 12 octobre 2022 sur M6 dans l'émission M6 Kid, puis sur Gulli à partir du 10 juillet 2023, et sur TiJi à partir du 10 février 2024 et en Belgique sur La Trois, la série comporte 52 épisodes de 11 minutes. Elle ne respecte cependant pas du tout la série de BD originale[réf. nécessaire].

### Voix originales
- Damien Boisseau : Dad
- Alice Orsat : Panda
- Émilie Marié : Ondine
- Emmylou Homs : Roxane
- Fabrice Fara : Jérôme Lapraline
- Stéphanie Lafforgue : Mme Crochon

- Version originale
  - Société de doublage : I Love my prod
  - Direction artistique : Céline Ronté